# El senyor de Gothos
"El senyor de Gothos" (títol original en anglès "The Squire of Gothos") és el dissetè episodi de la primera temporada de la sèrie de televisió de ciència-ficció estatunidenca Star Trek. Escrit per Paul Schneider i dirigit per Don McDougall, es va emetre per primera vegada el 12 de gener de 1967.
A l'episodi, l'infantil però poderós governant del planeta Gothos captura la tripulació de l’Enterprise per a la seva pròpia diversió.

## Argment
L'USS Enterprise, sota el comandament del capità Kirk, està en una missió de subministrament de 8 dies a la Colònia Beta VI. En passar per un "desert d'estrelles", la nau es troba amb un planeta interestel·lar abans amagat dels seus sensors.
El tinent Sulu intenta entrar en un curs al voltant del planeta, però de sobte s'esvaeix del pont i Kirk desapareix un moment després.
El primer oficial Spock suposa que els dos han d'haver estat portats al planeta, encara que les lectures dels sensors indiquen que l'atmosfera del planeta és letal per a la majoria de les formes de vida. L' Enterprise rep un missatge estrany en una pantalla de visualització en gòtica escrivint: "Salutacions i felicitacions!", seguit de "Hip hip hoorah. Tallyho!" Spock ordena al director mèdic Dr. McCoy, juntament amb el tinent. DeSalle i el geofísic Karl Jaeger, de formar un grup d'aterratge i fer una recerca.
El grup d'aterratge baixa i es troba inesperadament en un entorn exuberant i respirable. També es troben amb el que sembla ser un castell medieval, dins del qual troben el capità Kirk i el tinent. Sulu, immobilitzats, juntament amb un ésser humanoide que s'identifica com a "General Trelane, retirat", i convida a tothom a quedar-se com a convidats al seu món, que ell anomena Gothos; també explica que la seva afició és estudiar la història de la Terra i encara [erradament] creu que la Terra s'està involucrant en la conquesta mundial. El tricorder mèdic de McCoy no pot detectar aquesta persona com un ésser viu.
Mentrestant, Spock aconsegueix localitzar el grup de desembarcament en una zona minúscula d'atmosfera respirable i envia a tothom, excepte en Trelane, de tornada a la nau fixant-se a totes les formes de vida detectables de la zona. Trelane, però, apareix al pont de l'Enterprise i porta tota la tripulació del pont al planeta, inclòs Spock, l'oficial de comunicacions tinent Uhura i la contramestre Teresa Ross. Trelane convida els seus "convidats" a prendre part del seu menjar (que té gust de palla) i del seu brandi (que té gust d'aigua). Spock raona que Trelane només coneix les formes de la història de la terra i no la substància; l'equivalent a algú a 900 anys llum de distància de la Terra que està estudiant la història de la Terra a través d'un telescopi però no té cap concepte que hagin passat 400 anys.
La paciència de Kirk comença a esgotar-se, especialment quan Trelane balla amb la contramestre Ross i canvia el seu uniforme vermell estàndard per un vestit de ball del segle XIX. Kirk i Spock noten que el seu amfitrió mai s'allunya d'un mirall de paret en particular; suposen que el mirall és la font dels seus poders. Per provar aquesta teoria, Kirk provoca un duel en Trelane i, durant la baralla, destrueix el mirall i danya una estranya maquinària a l'interior. Llavors, la tripulació del pont torna a l'"Enterprise", però mentre la nau intenta fugir, el planeta Gothos segueix apareixent al seu pas. Kirk finalment ordena que l'"Enterprise" entri en òrbita i decideix baixar, sol.
Al planeta, Kirk troba Trelane assegut en un banc d'un tribunal, vestit amb una perruca blanca i una túnica que recorda a un jutge de circuit anglès. Trelane llegeix els càrrecs de "traïció", "conspiració" i "fomentar la insurrecció", i després, silenciant les protestes de Kirk, el condemna a mort a la forca. Kirk, però, assenyala que Trelane podria trobar una alternativa més estimulant. Trelane suggereix que Kirk sigui presa d'una caça reial, i Kirk accepta a canvi de l'alliberament de la seva nau. Comença la caça, i Kirk és finalment acorralat a l'entrada del castell, però es manté desafiant – li dóna una bufetada a Trelane – li diu que té molt per aprendre sobre la vida i trenca l'espasa d'en Trelane. De sobte apareixen dos éssers energètics i criden a Trelane, ordenant-li que "vingui" i donant-li una xerrada pel seu mal comportament. Després desapareix, i els dos éssers segueixen després de demanar perdó a Kirk, que torna a la nau.

## Repartiment i doblatge al català
La sèrie va ser doblada al català pels estudis Tecni-3 (primera part) i Diálogo (segona part) i emesa a TV3 l’any 1989. Els dobladors de l'episodi foren:
| Personatge                | Actor/actriu     | Veu en català                      |
| ------------------------- | ---------------- | ---------------------------------- |
| James T. Kirk             | William Shatner  | Jordi Boixaderas                   |
| Spock                     | Leonard Nimoy    | Isidre Sola i Llop                 |
| Montgomery Scott 'Scotty' | James Doohan     | Joan Carles Gustems Domènec Farell |
| Hikaru Sulu               | George Takei     | Jaume Nadal Enric Cusí             |
| Nyota Uhura               | Nichelle Nichols | Glòria Roig Azucena Díaz           |
| Trelane                   | William Campbell | Miquel Cors                        |
| Karl Jaegger              | Richard Carlyle  | Enric Arquimbau                    |
| Contramestre Ross         | Venita Wolf      | Esperança Domènech                 |
| De Salle                  | Michael Barrier  | Pep Madern                         |

## Producció
L'escriptor Paul Schneider es va inspirar en veure nens jugant a la guerra i originalment pretenia que l'episodi fos una declaració contra la guerra.<
En conèixer la contramestre Ross, Trelane cita una mica erròniament l'obra de teatre del segle XVI de Christopher Marlowe "La tràgica història del Doctor Faust": "És aquesta la cara que va llançar mil vaixells i va cremar les altes torres d’Ilium? Bella Helena, fes-me immortal amb un petó". Les línies reals són: "Va ser aquesta la cara que va llançar mil vaixells, i va cremar les torres altes d'Ilium? Dolça Helena, fes-me immortal amb un petó!"

## Recepció
Zack Handlen de The A.V. Club va donar a l'episodi una qualificació "A", descrivint l'episodi com "una de les hores més merescudamenti emblemàtiques de TOS", i assenyalant-lo com "una estructura meravellosa". El paper d'estrella convidada de William Campbell es va descriure com "exigent, enèrgic i infinitament encantat amb ell mateix." El 2012, el van classificar com un dels 10 episodis "imprescindibles" de la sèrie original.
El 2016, SyFy va classificar l'actuació de l'estrella convidada William Campbell com a Trelane, com la cinquena millor estrella convidada de la sèrie original.
El 2018, Collider va classificar aquest episodi com el 17è millor episodi de la sèrie original.
El 2019, l’Edmonton Journal el va classificar com un dels 10 millors moments de personatges de Spock, assenyalant la seva línia "M'oposes a tu. M'opose a l'intel·lecte sense disciplina. M'opose al poder sense propòsit constructiu", en resposta a l'extraterrestre Trelane.
El 2020, ScreenRant el va classificar com el 14è millor episodi de TOS per tornar a veure. Observen com inicialment la tripulació està exposada al que sembla la tecnologia del segle XVIII al planeta, però després és turmentada per Trelane, que posseeix poders increïbles. Es diu que el personatge Trelane va inspirar el personatge Q, que es va presentar a Star Trek: la Nova Generació. John de Lancie ha afirmat en diverses entrevistes que la seva interpretació com a Q es va inspirar en la representació de Trelane de William Campbell.

## Continuïtat
Kirk li diu a Trelane que ha estat observant esdeveniments que van passar a la Terra 900 anys abans. Trelane esmenta Napoleó (1769–1821), el duel amb Alexander Hamilton de 1804, i una composició de Richard Strauss de 1880, i això s'ha interpretat com a suggerir que l'episodi va tenir lloc al segle 28è com a molt aviat. Tanmateix, episodis i pel·lícules posteriors van situar "Star Trek" al segle XXIII.

## Mitjans no canònics de Star Trek
La similitud entre Q i Trelane va inspirar a l'escriptor Peter David a publicar a la seva novel·la de 1994 Q-Squared on Trelane és membre del Q Continuum , i Q és el seu padrí. A la novel·la, el nom "Trelane" es va originar a causa d'una versió alternativa de la jove entitat Q que operava entre tres "carrils" de línies de temps alternatives simultàniament.
Trelane apareix a l'episodi del videojoc de 1993 Star Trek: Judgment Rites "No Man's Land". L' "Enterprise" és enviat a buscar una àrea on diverses naus de la Federació han desaparegut sense explicació. Quan arriben, Kirk i la tripulació s'enfronten a Trelane, l'autoanomenat "Baró de Gothos" que ara es creu ser un pilot de la Primera Guerra Mundial alemany de Fokker. Després d'una batalla amb el triavió, Kirk ha d'aturar en Trelane, trobar les nauss desaparegudes i desanimar l'interès de Trelane per la guerra d'una vegada per totes.